# Darije Kalezić
Darije Kalezić (Pfäffikon, 1º novembre 1969) è un allenatore di calcio ed ex calciatore bosniaco, di ruolo difensore, tecnico del TSC Bačka Topola.

## Palmarès

### Competizioni nazionali
- Eerste Divisie: 1

De Graafschap: 2009-2010
- Coppa dell'Indonesia: 1

PSM Makassar: 2019